# Emberà septentrional
L'emberà septentrional, també conegut com a emberà occidental i cholo, és la més parlada de les varietats de l'emberà. Es parla en gran part a Colòmbia, però també és la llengua principal de la península de Darién a Panamà. La llengua Emberá es divideix en dues branques: nord i sud. Dos destacats grups del nord són Emberá Darien i Katio. La llengua katio és parlada per 10.000 - 20.000 persones, la taxa d'alfabetització és de l'1%. La llengua emberà darién la parlen 9.000-10.000 persones.

## Classificació
L'emberà del nord és un dialecte que prové d’Embera que forma part de la família chocó. La família chocó inclou dues llengües, el Waunana i el grup dels dialectes emberà. Els dialectes d'Emberá formen un continu dialectal amb dos subgrups geogràficament definits: la branca Nord conté l'Emberá del nord propi (anomenat 'Emberá del Nord' a Mortensen 1999) i el dialecte katío.

## Història
Els waunana i emberà són els darrers vestigis d'un grup més gran d’ètnies precolombines, com els Orominas, els Chancos, els Guarras, els Burrumías, que van ser disminuïts durant el període colonial. Les troballes genètiques mostren que els parlants de llengües chocó es diferencien genèticament de les tribus de parla txibtxa del nord de Colòmbia i s'agrupen amb les poblacions indígenes orinoques i amazòniques. Waunana i emberà comparteixen un gran nombre de cognats (estimat al 50% per Loewen 1960: 12), que aporten proves del seu origen comú. Tot i això, no hi ha evidències clares quant a un nombre suficient de cognats per a un origen comú del Chocó amb altres famílies sud-americanes o centreamericanes.

## Distribució geogràfica
La majoria de la llengua katio es troba al llarg dels rius Sinu superior, San Jorge, San Pedro i Murri, al nord-oest de Colòmbia, amb uns quants que viuen a Panamà. La majoria dels parlants de Darien Embera viuen a Panamà i aproximadament 2.000 habiten al nord-oest de Colòmbia al riu Atrato.

## Fonologia

### Consonants
|            |            | Bilabial | Alveolar | Palatal | Velar | Glotal |
| ---------- | ---------- | -------- | -------- | ------- | ----- | ------ |
| Oclusiva   | plana      | p        | t        |         | k     |        |
| Oclusiva   | sonora     | b        | d        |         | ɡ     |        |
| Oclusiva   | implosive  | ɓ        | ɗ        |         | ɠ     |        |
| Fricativa  | Fricativa  |          | s        |         |       | h      |
| Africada   | Africada   |          | t͡s       | t͡ʃ      | k͡x    |        |
| Nasal      | Nasal      | m        | n        |         |       |        |
| Ròtica     | Vibra      |          | r        |         |       |        |
| Ròtica     | batec      |          | ɾ        |         |       |        |
| Aproximant | Aproximant | w        |          | j       |       |        |

### Vocals
|         | Frontal | Central | Posterior | Posterior |
| ------- | ------- | ------- | --------- | --------- |
| Alta    | i ĩ     |         | ɯ ɯ̃       | u ũ       |
| Mitjana | e ẽ     |         | o õ       | o õ       |
| Oberta  |         | a ã     |           |           |